# 松本徹 (バドミントン選手)
松本 徹（まつもと とおる、1977年7月14日 - ）は、日本の元バドミントンの選手。三重県小俣町出身。比叡山高等学校、早稲田大学卒業。好きな言葉は「不言実行」。ストレス解消法は「映画」。
NTT東日本バドミントン部に選手として8年間、マネージャーとして3年間在籍していたが、2015年をもって退任し、その後は社業に専念している。

## 略歴
- 2000年 全日本総合選手権　（複）3位
- 2002年 全日本総合選手権　（単）準優勝
- 2005年 ポルトガル国際（英語版）2005 ダブルス準優勝
- 2005年 USA SCBAクラシック ベスト4
  - トマス杯（国別対抗世界選手権）日本代表　団体ベスト8
- 2006年 全日本社会人選手権 （複）優勝
- 2006年 全日本社会人選手権 （混）優勝
- 2008年 媚山映里と結婚。